# 弗雷澤·福斯特
弗雷澤·杰拉德·福斯特（英語：Fraser Gerard Forster；1988年3月17日—），是一名英格蘭足球運動員，司職門將。曾效力於英超球隊热刺。

## 球員生涯

### 球會
紐卡素
2008年4月8日，英超球會紐卡素與福斯特簽署一份新合約，留隊至2010年夏季。
布里斯托流浪
2009年7月31日，英甲布里斯托流浪從英超紐卡素借用福斯特，為期一個月。
諾域治
2009年8月29日，英甲球會諾域治從英超紐卡素借用福斯特一個月。
2009年9月1日，諾域治延長借用福斯特至2010年1月2日。
2009年11月20日，諾域治與紐卡素達成協議借用福斯特至球季結朿。
些路迪
2010年8月24日，蘇超球會些路迪向英超球會紐卡素借用福斯特一個球季。
2012年7月5日，經過兩個借用球季，蘇超球隊些路迪以200萬英鎊從英超球隊紐卡素購入福斯特，並簽署四年合約。
修咸頓
2014年8月10日，英超球隊修咸頓以1000萬英鎊轉會費從蘇超些路迪購入福斯特，合約為期四年。

### 國家隊
2013年10月4日，24歲的福斯特首次入選英格蘭足球代表隊準備2014年世界盃外圍賽對聖馬力諾及波蘭的兩埸比賽，但最終沒有上場只列後備。
2013年11月15日，福斯特首次代表英格蘭，是以正選身份在溫布萊球場舉行之國際友誼賽對智利上場，但最终以0:2落敗

## 荣誉

### 俱乐部
热刺
- 欧洲联赛冠軍：2024–25年

## 外部連結
- 足球数据库：弗雷澤·福斯特的球员统计数据
- 費沙·科士打 （页面存档备份，存于）於英格蘭足總簡介